# 狭山市立山王小学校
狭山市立山王小学校（さやましりつ さんのうしょうがっこう）は、埼玉県狭山市にある公立小学校。

## 沿革
- 1976年4月 - 入間小学校・狭山台南小学校・堀兼小学校から分離して創立される。
- 1977年 - 校旗・校章・校歌制定。
- 1994年 - 同和教育研究発表会を行なった。
- 1999年 - 天然記念物のミヤコタナゴの飼育を始めた。

## 概要
- 西武新宿線入曽駅から徒歩24分。
- 文部省の指定でたびたび海外帰国生徒教育研究発表を行なっている。
- 別棟2階に狭山市文化財センターがある。